# Matthias Goerne
Matthias Goerne (* 31. března 1967 ve Výmaru ) je německý operní a koncertní zpěvák, barytonista.

## Život
Narodil se jako syn dramaturga a později drážďanského uměleckého šéfa Dietera Görna. Studoval u Hanse-Joachima Beyera na Hudební univerzitě Felixe Mendelssohna Bartholdyho v Lipsku a u zpěváků Elisabeth Schwarzkopf a Dietricha Fischer-Dieskaua.
Goerne je považován za prvotřídního zpěváka a je pravidelným hostem na renomovaných festivalech a ve velkých koncertních sálech po celém světě, jako je Wigmore Hall v Londýně a Carnegie Hall v New Yorku.
Spolupracuje se slavnými orchestry (například Berlínští filharmonikové, Vídenští filharmonikové, Concertgebouw Orchestra Amsterdam, Gewandhausorchester, Philharmonia Orchestra, London Philharmonic Orchestra, Los Angeles Philharmonic, New York Philharmonic, Philadelphia Orchestra, Bostonský symfonický orchestr, San Francisco Symphony) a se známými dirigenty (Claudio Abbado, Riccardo Chailly, Christoph Eschenbach, Christoph von Dohnányi, Bernard Haitink, Nikolaus Harnoncourt, James Levine, Lorin Maazel, Ingo Metzmacher, Seiji Ozawa, Esa-Pekka Salonen, Leonard Slatkin).
Od svého operního debutu na salcburském festivalu (1997) se představil na předních světových operních scénách, včetně Royal Opera House, Covent Garden v Londýně, curyšské opery, drážďanské Semperoper a Metropolitní opery v New Yorku. Jeho role sahají od Papagena a Wolframa po Wotana ve Wagnerově Prstenu Nibelungově až po titulní role v opeře Albana Berga Wozzeck a Ariberta Reimanna Lear.
V letech 2001–2004 učil jako čestný profesor na Univerzitě Roberta Schumanna v Düsseldorfu (Robert Schumann Hochschule Düsseldorf).

## Nahrávky
V roce 1996 nahrál s klavíristou Grahamem Johnsonem Schubertův cyklus písní Zimní cesta pro značku Hyperion Records. Tato nahrávka byla vydána znovu v roce 2010 při příležitosti 30. výročí založení této značky.
Goerne nahrává pro společnost Decca / Universal. Pořídil zde nahrávky včetně CD, Zimní cesty Franze Schuberta s Alfredem Brendelem (v roce 2004).
Pro značku Harmonia Mundi nahrál v letech 2008 až 2010 sérii jedenácti CD s kompletem Schubertových písní (Goerne Schubert Edition).
V roce 2020 nahrál při príležitosti výročí 250. výročí Beethovenova narození spolu s klavíristou Janem Lisieckim album Beethovenových písní pro vydavatelství Deutsche Grammophon.

## Hostování v České republice
Dne 4. července 2010 vystoupil Goerne v Rudolfinu na koncertu s názvem Pocta Gustavu Mahlerovi. Koncert se konal při příležitosti 150. výročí narození a 100 výročí úmrtí tohoto skladatele. Orchestr Schleswig-Holstein Festival Oschester, který dirigoval Christoph Eschenbach, uvedl v první části Rückertovy písně v Goerneho interpretaci.
Na Pražském Jaru 2013 vystoupil dne 27. května 2013 s klavíristou Pierrem-Laurentem Aimardem v písňovém recitálu, kde uvedli písně Johannesa Brahmse, Ludwiga van Beethovena a Franze Schuberta.
V roce 2018 vystoupil na Pražském jaru v titulní roli koncertního provedení opery Bély Bartóka Modrovousův hrad, jeho partnerkou byla Petra Lang, Českou filharmonii dirigoval David Robertson.

## Vyznamenání (výběr)
- Čestný člen Královské akademie hudby v Londýně. [10]